# Familia Azcárraga

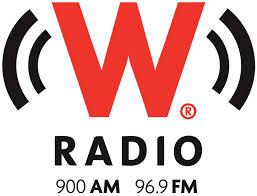

La Familia Azcárraga es una dinastía mediática mexicana, es dueña y está vinculada con el conglomerado mediático y de entretenimiento, Grupo Televisa y TelevisaUnivision.

## Miembros notables
- Emilio Azcárraga Vidaurreta, cofundador de XEW, Fundador y Presidente de Telesistema Mexicano (1955).
- Emilio Azcárraga Milmo, hijo de Azcárraga Vidaurreta y Presidente fundador de Grupo Televisa (1973-1997)
- Emilio Azcárraga Jean, hijo de Azcárraga Milmo y Antiguo Presidente (1997-2017) y Actual Ex—Presidente del Consejo de Administración de Grupo Televisa (2017-).
- Gastón Azcárraga Andrade, antiguo empresario y actual fugitivo, expresidente de Grupo Posadas y Mexicana de Aviación.
- Carmela Azcárraga Milmo, hermana de Emilio Azcárraga Milmo e hija de Emilio Azcárraga Vidaurreta.